# ترتيب علل الترمذي الكبير
ترتيب علل الترمذي الكبير هو أحد كتب الحديث، ألفه أبو طالب القاضي في تنقيح كتاب علل الترمذي الكبير لمؤلفه أبو عيسى محمد الترمذي (209 هـ-279 هـ)، يتجلى عمل أبو طالب القاضي في الكتاب بالتالي:
1. رد أحاديث كتاب العلل إلى ما يليق بها من كتب الجامع.
2. جعل أحاديث الطهارة في كتاب، وأحاديث الصلاة في كتاب الصلاة.
3. أدخل أحاديث هذه الكتب تحت أبوابها التي هي تبويب الترمذي.
4. أسقط من تراجم الأبواب ما لم يكن في كتاب علل الترمذي الكبير فيه الحديث.